# ロストック海軍司令部
ロストック海軍司令部（ドイツ語: Marinekommando Rostock） 、あるいは東部海軍司令部（Marinekommando Ost）とは、ドイツ連邦海軍が設置した司令部の一つである。1990年のドイツ再統一後、旧国家人民軍人民海軍(東ドイツ海軍)の統合任務を担った。ロストックの旧人民海軍司令部に置かれた。

## 任務
ロストック海軍司令部に課せられた任務は、1990年10月3日以降に人民海軍の統合及び削減を行う事であった。設立後にまず重要視されたのは削減である。旧連合国と統一ドイツ連邦の間で締結されたドイツ最終規定条約では、1994年までに全軍規模を37万人以下に削減しなければならないとされ、この基準に照らし合わせると統一連邦軍に残留させられる将兵の数は50000人程度(陸軍40000人、空軍8500人、海軍1500人)と考えられた。また装備や物資は一部の例外を除いて廃棄・売却されることになった。

## 組織

### 司令官
当初、ロストック海軍司令部はシュトラウスベルクに設置された連邦軍東部司令部（Bundeswehrkommando Ost）の隷下に置かれていた。1991年4月からはヴィルヘルムスハーフェンの海軍支援司令部（Marineunterstützungskommando）に移管される。司令官には連邦海軍の准将(Flottillenadmiral)が充てられ、最後の人民海軍司令官だったヘンドリク・ボルン中将は助言を行うに止まった。
| Nr. | 階級 | 氏名                                    | 着任          | 離任           | 備考                                                       |
| --- | ---- | --------------------------------------- | ------------- | -------------- | ---------------------------------------------------------- |
| 2   | 准将 | オットー・H・キーリアス(Otto H. Ciliax) | 1991年4月1日  | 1994年12月20日 |                                                            |
| 1   | 准将 | ディルク・ホルテン(Dirk Horten)         | 1990年10月3日 | 1991年3月31日  | 前職は海軍支援司令部副司令官(Stellvertretender Kommandeur) |

### 人民海軍の規模
1990年の段階で、人民海軍は次のような組織を備えていた。
- 3個艦隊
- 沿岸ロケット連隊
- 沿岸防衛連隊
- 信号連隊
- 海軍ヘリコプター航空隊
- 学校施設、物資集積所など

1990年10月3日の段階で、旧人民海軍は8325人の将兵と3700人の軍属を擁していたという。

### 統合
1990年10月3日、人民海軍の統合及び削減業務が始まった。連邦軍将校15人及び兵下士官85名によって旧人民海軍司令部にロストック海軍司令部が設置され、ヴァーネミュンデの第4艦隊(4. Flottille)とシュトラールズントの士官学校が解体された。その他の部隊では組織構造を保持しつつ、司令官は次々と連邦軍の将校に交代した。

## 再編後
再編後は次のような組織となった。
- ロストック海軍司令部(Marinekommando Rostock)
- 司令部支所(Marinestützpunktkommando):ヴァーネミュンデ
- 2個海軍輸送大隊(Marinetransportbataillone)
- 2個海軍測量隊(Marineortungsstellen)
- 1個あるいは2個海軍通信隊(Marinefernmeldestellen)
- いくつかの物資集積所(Depots)
- 1個捜索救難隊陸上基地(SAR-Außenstelle in Parow):パロー
- 1個沿岸警備隊(Küstenwachgeschwader):活動は1991年末まで
- 1個学校施設(Schule):運用は1996年から1997年まで

### 残留した艦船
人民海軍から連邦海軍への移管後も、何隻かの艦船は引き続き運用された。これらの艦船にはNATOによってペナント・ナンバーが与えられた。
- コニ型沿岸巡視艇
  - ロストック(Rostock):F224、ハレ(Halle):F225
- ザスニッツ級高速艇
  - ザスニッツ(Sassnitz):P6165
- タランタル型高速艇
  - ヒデンゼー(Hiddensee)[1]:P6166
- パルヒム型駆潜艇
  - グレーフェスミューレン(Grevesmühlen):P6164、ガーデブッシュ(Gadebusch):P6167、テーテロウ(Teterow):P6168、リューブ(Lübz):P6169、ヴィスマール(Wismar):P6170
- コンドル2級(Kondor-II-Klasse)掃海艇: タンガーヒュッテ(Tangerhütte):M2669、ゼンマーダー(Sömmerda):M2670、アイスレーベン(Eisleben):M2671、ビッターフェルト(Bitterfeld):M2672、ベルナウ(Bernau):M2673、アイレンブルク(Eilenburg):M2674
- オーラ級(Ohre-Klasse)バージ船:フォークトラント(Vogtland):Y890、アルトマルク(Altmark):Y891、ハーフェルラント(Havelland):Y892、ウッカーマルク(Uckermark):Y893、ベルデ(Börde):Y894、ヴィッシェ(Wische)[2]:Y895
- タグボート:ウンマルツ(Ummanz):Y1650。コース(Koos):Y1651、ハーフェル(Havel):Y1654、ツィングシュト(Zingst):Y1655、ヴストロウ(Wustrow):Y1656、ターレ(Thale):Y1459、ドランスケ(Dranske):Y1658、ヴァルノウ(Warnow):Y1659, ザーレ(Saale):Y1660
- タンカー:ケルピンセー(Kölpinsee):Y1652、フレーゼンセー(Fleesensee):Y1657
- ダルス級(Darss-Klasse)輸送艦:ダルス(Darss):A1432、キュールング(Kühlung):A1433、ヴィットウ(Wittow):A1430、ヴェルダウ(Werdau):A1434、メンヒーグート(Mönchgut):A1431
- 通信観測船:コリカル・オルト(Kolliker Ort):Y1657

これらの艦船は人民海軍の解散後も何度か航海を行っている。戦闘艦艇は1991年の間に全て退役したが、いくつかの支援艦艇は引き続き使用された。また、車両類もペーネミュンデに集積されたものの、いずれも再使用されることは無かった。これらは後に売却、無料提供、あるいは処分された。

### 沿岸警備隊(Küstenwachgeschwader)
ヴァーネミュンデでは、旧第4艦隊を母体に沿岸警備隊(Küstenwachgeschwader)を編成した。これは各種の任務に対応する事を見越し、2隻のフリゲートと何隻かの掃海艇、及び高速艇と駆潜艇で編成されていた。沿岸警備隊の規模は500人に限られており、1991年末に解体された。

### 海軍ヘリコプター群(Marinehubschraubergruppe)
海軍ヘリコプター群(Marinehubschraubergruppe)は旧人民海軍の第18海軍ヘリコプター航空団「クルト・バーテル」(Marinehubschraubergeschwaders 18 "Kurt Barthel")を再編したもので、パローに基地を置いていた。旧第18航空団はMi-8やMi-14など27機のヘリコプターを保有しており、これらを取得したことで連邦海軍のヘリコプター戦力は従来の倍になった。海軍ヘリコプター群の任務にはキール、ロストック、ヴィルヘルムスハーフェン、フレンスブルクなどの定期輸送が含まれていた。1994年後半までに海軍ヘリコプター群の総飛行時間は8000時間にも昇ったとされる。1992年、海軍ヘリコプター群のあるパローの海軍航空基地で、海軍技術学校が建設された。

### 保安部隊(Sicherungstruppen)
旧人民海軍の第18沿岸防衛連隊(Küstenverteidigungsregiment 18)の一部は第3海軍保安大隊(Marinesicherungsbataillon 3)として再編され、ロストックに配置された。第3海軍保安大隊は後にシュレースヴィヒ＝ホルシュタイン州のセースに移動し、海軍防護部隊(Marineschutzkräften)に合流した。